# 加利福尼亞路德大學
加利福尼亞路德大學（California Lutheran University，簡稱：CLU或Cal Lutheran）是位於美國加利福尼亞州紹曾德奧克斯的一所私立大學，由美國福音信義會創立於1959年。成立不久之後的1960年代該大學就開始穩定擴張，1980年大量增加主要校地並建立主要建築群與新的校內道路。 1986年正式成立研究所，1994年廣播電台 KCLU 設立於校內並開始發送電波訊號給南加州。有幾個著名球隊以校園做為訓練基地 : NFL 球隊達拉斯牛仔，NFL 球隊洛杉磯公羊隊 ，2008年與2012年的美國女子水球隊，皆使用校內的體育設施與場館做為訓練之用，同時藉以提升校內體育水準。2022年《美國新聞與世界報道》“西部地區大學”排名中排在第8位，校內課程師生比為 15:1。

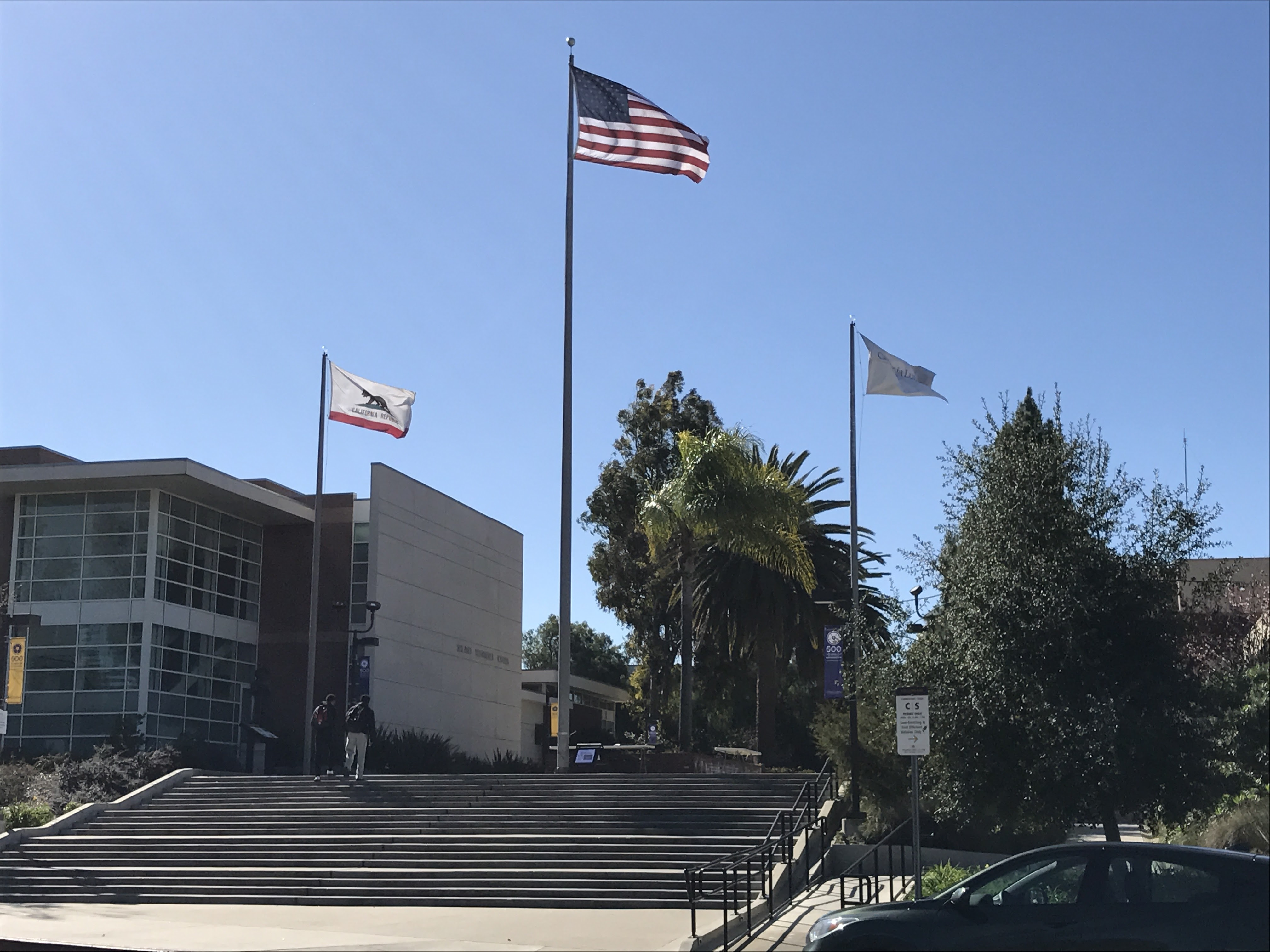
CLU Main Street

## 學術
校內分為五個學院，藝術與科學學院，管理學院，教育學院, 心理學院與成人教育學院。大學部提供36個的主修與31個副修，研究所提供30個主修碩士與博士學位。目前有 3,931 位學生分別來自 39 個州與 56 個國家。56％的學生是女性，60%的學生居住於校內，平均課堂人數為16人。

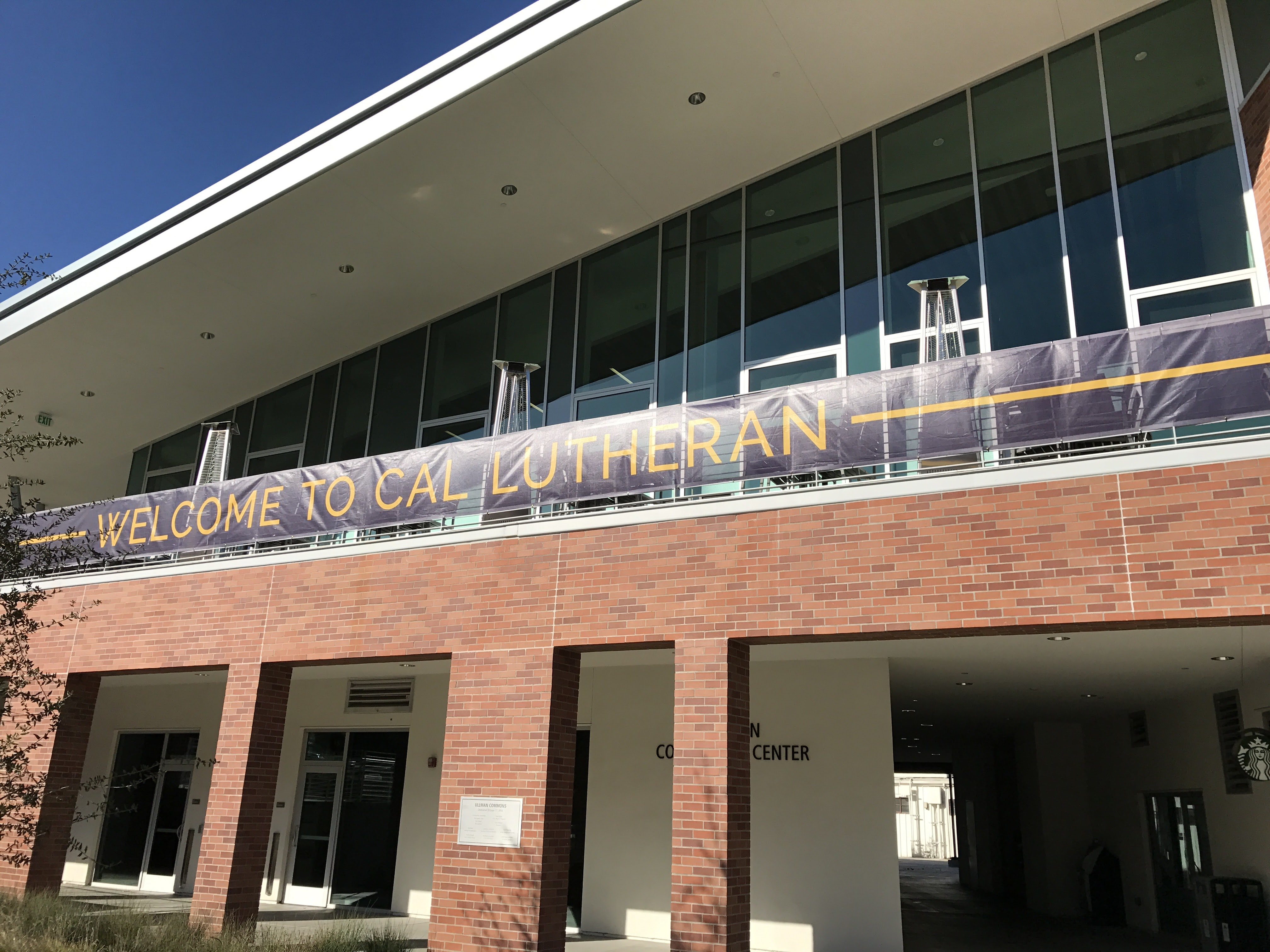
CLU Cafeteria

## 體育
CLU 目前是 NCAA  Division III level 成員並且為南加州校際體育論壇成員(Southern California Intercollegiate Athletic Conference) 。目前體育校隊有以下幾種:男子校隊 (Kingsmen): 籃球, 棒球, 足球, 高爾夫，美式足球, 游泳，網球，排球，水球等。女子校隊 (Regals): 籃球, 棒球, 足球, 高爾夫，美式足球, 游泳，網球，排球，水球等。

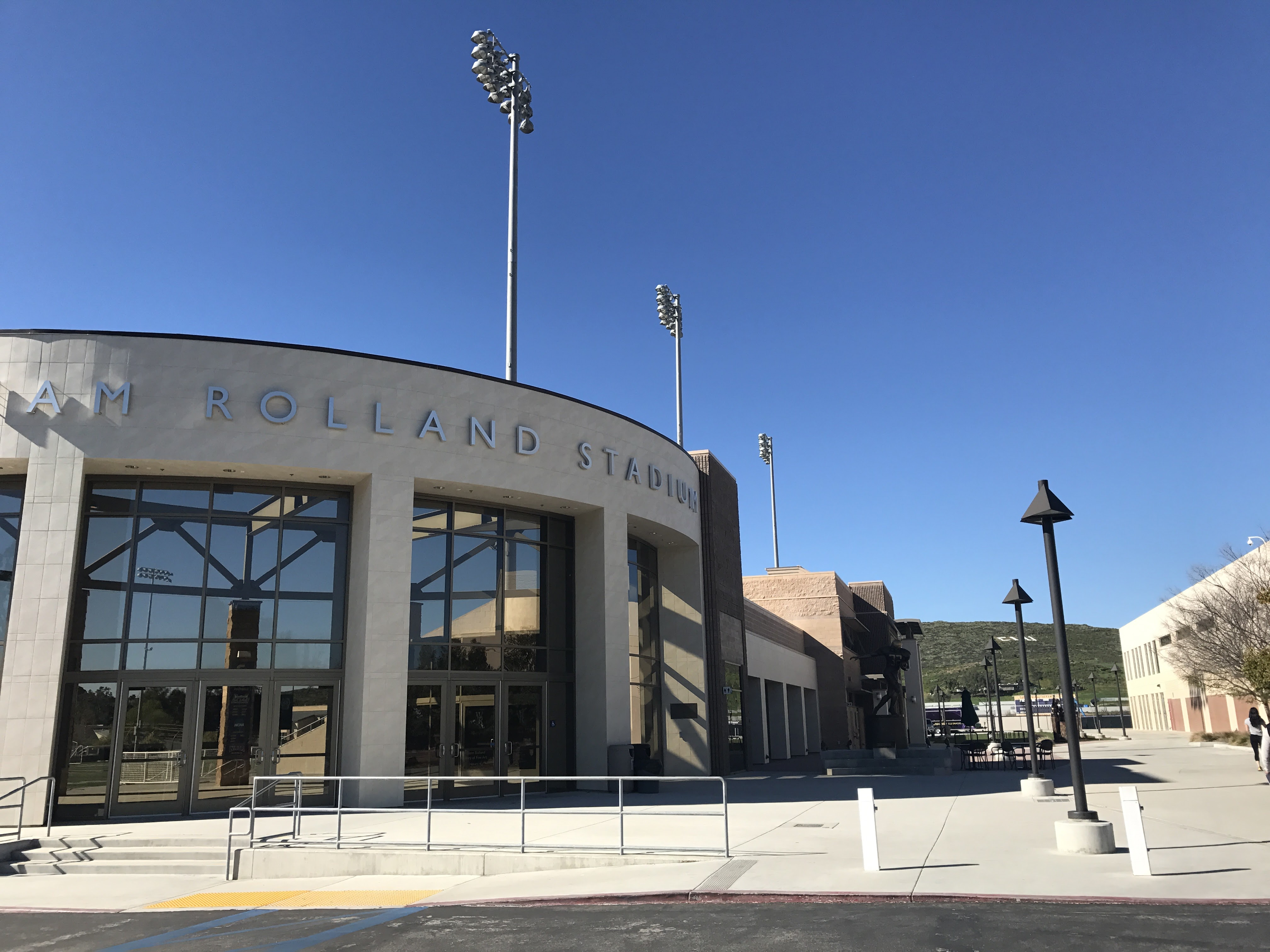
CLU Rolland Stadium

## 位置
CLU本校區位於洛杉磯與聖塔芭芭拉中間的千橡市，佔地225英畝。其他校區遍佈洛杉磯各地，另有太平洋路德神學院位於加州柏克萊。千橡市為全美排名第二的安全城市。

## 體育設施
擁有一座棒球場，一座壘球場，一座美式足球場，一座足球場，六座網球場，一間體育館，一間室內與室外游泳池與一座標準田徑場。

## 外部連結
- 官方网站
- Official athletics website（页面存档备份，存于）

34°13′29″N 118°52′44″W / 34.22472°N 118.87889°W